# Bertram Dickson
Bertram Dickson, né le 21 décembre 1873 à Édimbourg et mort le 28 septembre 1913 à Lochrosque, est un aviateur écossais.

## Biographie
En 1892, Dickson accompagne le géographe Sir Thomas Holdich dans la cordillère des Andes pour définir la frontière entre le Chili et l'Argentine. Après une formation d'officier à l'Académie royale militaire de Woolwich, Dickson est nommé sous-lieutenant dans l'artillerie royale en novembre 1894. Il est promu lieutenant en novembre 1897 et capitaine en novembre 1900.
Au mois de mai suivant, Dickson est détaché auprès du ministère des Affaires étrangères. En 1908, Dickson se trouve dans la ville arménienne ottomane de Van en tant qu'attaché militaire et vice-consul.
Début 1910, il s'inscrit à l'école de pilotage Farman de Mourmelon et obtient la licence no 81 de l'Aéro-Club de France le 12 avril. Bertram Dickson participe à la Semaine d'aviation de Touraine puis participe en juin 1910 à la Grande Semaine d'aviation de Rouen sur un biplan Farman où il gagne un prix de 25 500 francs pour la distance parcourue. Il participe au meeting aérien de Lanark en août 1910, où il remporte le prix de 400 livres sterling pour la plus grande distance totale parcourue.
En septembre 1910, Dickson pilote l'un des deux Bristol Boxkite qui participent aux manœuvres de l'armée britannique dans la plaine de Salisbury : son appareil est capturé par l'équipe adverse lorsqu'il se pose pour rendre compte par téléphone du résultat de sa reconnaissance.

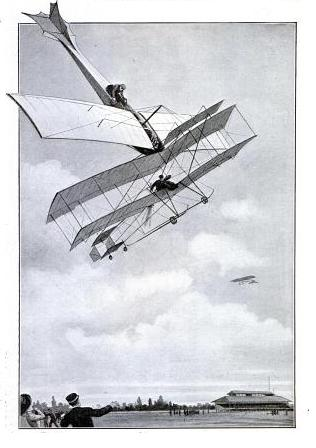
Vue d'artiste de la collision entre le monoplan de René Thomas et le biplan de Bertram Dickson.

Le 1er octobre 1910, alors qu'il se trouve à Milan, Dickson est impliqué dans la première collision en vol entre deux avions. Un monoplan Antoinette, piloté par le Français René Thomas, percute le biplan Farman de Dickson. Les deux pilotes sont blessés. Bien que Dickson ait survécu, il ne s'est jamais complètement remis de ses blessures, ce qui a contribué à sa mort prématurée le 28 septembre 1913. Son corps a été enterré dans le village d'Achanalt, dans les Highlands, à Ross and Cromarty.